# 利克斯維爾鎮區 (北卡羅萊納州羅京安縣)
利克斯維爾鎮區（英語：Leaksville Township）是位於美國北卡羅萊納州羅京安縣的一個鎮區。

## 地方資料
利克斯維爾鎮區的面積為110.59平方千米，皆為陸地。根據2020年美國人口普查的數據，當地共有人口20755人，而人口密度為每平方千米187.68人。